# Planechase
Planechase è un set speciale del gioco di carte collezionabili Magic: l'Adunanza, edito da Wizards of the Coast, in vendita in tutto il mondo dal 4 settembre 2009 ma solo in lingua inglese.

## Ambientazione
Planechase introduce un nuovo tipo di carta nel gioco, queste carte rappresentano i luoghi del multiverso in cui è ambientata l'intera storia di Magic, chiamato Dominia. Ogni confezione di Planechase contiene un mazzo "planare" di 10 carte differenti, per un totale di 40 carte planari, che descrivono luoghi provenienti dai più diversi piani dimensionali del multiverso.
Di seguito una lista dei piani dimensionali presenti in questo set e dei luoghi raffigurati per ogni piano:
- Alara
  - Bant
  - Grixis
  - Naya
  - Il Maelstrom
- Arkhos
  - Lago Lete
- Dominaria
  - Accademia di Tolaria Ovest
  - Isola di Vesuva
  - Krosa
  - Llanowar
  - Otaria
  - Shiv
- Equilor
  - La nebbia degli eoni
- Iquatana
  - Le fumarole di etere
- Ir
  - Isola di Turri
- Kaldheim
  - Skybreen
- Kamigawa
  - Minamo
  - Sokenzan
- Landa Tenebrosa
  - Volo del corvo
- Lorwyn
  - Prateria Dorata
  - La grande foresta
  - Velis Vel
- Mercadia
  - Cliffside Market
- Mirrodin
  - Conca di Nulla Scintillante
  - Panopticon
- Moag
  - Campi dell'estate
- Muraganda
  - Terreni di caccia
- Phyrexia
  - La quarta sfera
- Piano di Meditazione di Bolas
  - Pozze del divenire
- Rabiah
  - Mare di sabbia
- Rath
  - Fornace della Fortezza
- Ravnica
  - Agyrem
  - Labirinto di vapore Izzet

Il logo del set

  - Estremità della Città sotterranea
- Reame di Serra
  - Santuario di Serra
- Segovia
  - L'Ippodromo
- Shandalar
  - Terre selvagge di Eloren
- Ulgrotha
  - Il Baronato oscuro
- Valla
  - Immersturm
- Wildfire
  - Isola di Naar
- Zendikar
  - Murasa
  - Tazeem (carta promozionale non presente nelle confezioni)

## Caratteristiche
Planechase è composto da quattro confezioni contenenti ciascuna un mazzo precostruito da 60 carte di Magic, un mazzo "planare" da 10 carte giganti e un dado speciale a sei facce.
In totale il set si compone di 169 differenti carte di Magic, stampate a bordo nero, così ripartite:
- per colore: 7 bianche, 9 blu, 29 nere, 22 rosse, 14 verdi, 23 multicolori, 25 incolori, 40 terre.
- per rarità: 60 comuni, 49 non comuni, 32 rare, 28 terre base.

Tutte le carte di questo set sono già state stampate in precedenti espansioni, ed essendo i mazzi predeterminati, la rarità delle singole carte è determinata dalla rarità che avevano quando sono apparse nei precedenti set di espansione del gioco.
Il simbolo dell'espansione sono due semicerchi, il minore con tre punte in alto, e si presenta nei consueti tre colori a seconda della rarità: nero per le comuni, argento per le non comuni, e oro per le rare.
I quattro mazzi tematici sono:
- Elemental Thunder (rosso/verde)
- Metallic Dreams (blu)
- Strike Force (bianco/rosso)
- Zombie Empire (nero)

Durante i tornei di presentazione del set, svoltisi in tutto il mondo il 4 settembre 2009, venne distribuita una speciale carta promo: Tazeem, del piano dimensionale di Zendikar, reperibile solo in questo modo.
In questo set sono presenti carte stampate in sedici anni di storia di Magic, dall'Edizione Alpha a Rinascita di Alara.

## Novità
Planechase introduce un modo di giocare alternativo completamente nuovo, chiamato Magic Planare, e presenta le nuove carte "luogo", grandi il doppio di una normale carta di Magic, che rappresentano luoghi presi dall'intero multiverso in cui è ambientato il gioco. Le regole di una partita non cambiano, ma oltre al proprio mazzo di carte di Magic i giocatori necessitano di un ulteriore mazzo "planare", composto da dieci o più carte luogo tutte differenti fra di loro. All'inizio della partita il giocatore che inizia mette la prima carta del suo mazzo planare in una nuova zona di gioco, chiamata zona di comando, e i giocatori devono sottostare alle regole della prima abilità di questa carta. Per giocare è necessario anche un dado a sei facce speciale, con quattro facce vuote, una recante il simbolo del caos, e una recante il simbolo dei viandanti dimensionali. Durante il proprio turno, ogni volta che potrebbe giocare una stregoneria, un giocatore può tirare il dado: se esce una faccia vuota non succede nulla, se esce la faccia del caos si attiva la seconda abilità della carta nella zona di comando, se invece esce la faccia dei viaggi dimensionali la carta viene messa in fondo al mazzo planare del suo proprietario e il giocatore che ha tirato il dado mette nella zona di comando la prima carta del proprio mazzo planare. Un giocatore può lanciare il dado quante volte vuole, ma ogni volta deve pagare un ammontare di mana incolore pari al numero di volte che l'ha già lanciato in quel turno, (quindi il primo lancio è gratis, il secondo costa un mana, il terzo due e così via).